# Verneil-le-Chétif
Verneil-le-Chétif – miejscowość i gmina we Francji, w regionie Kraj Loary, w departamencie Sarthe.
Według danych na rok 2010 gminę zamieszkiwały 622 osoby, a gęstość zaludnienia wynosiła 42 osoby/km².